# Konstantin II av Armenien (furste)
Konstantin II av Armenien, död 1129, var regerande furste av Armenien mellan 1129 och 1129.